# Ipomoea nationis
Ipomoea nationis là một loài thực vật có hoa trong họ Bìm bìm. Loài này được (Hook.) G. Nicholson mô tả khoa học đầu tiên năm 1885.